# 六階正方形鑲嵌
在幾何學中， 六階正方形鑲嵌是由正方形組成的雙曲面正鑲嵌圖，每六個正方形共用一個頂點。在施萊夫利符號用{4,6}表示。六階正方形鑲嵌即每個頂點皆為六個正方形的公共頂點，頂點周圍包含了六個不重疊的正方形，一個正方形內角90度，六個正方形超過了360度，因此無法因此無法在平面作出，但可以在雙曲面上作出。

## 對稱性
這個鑲嵌代表一個雙曲的四次反射萬花筒。 這由四個三階交叉反射性在軌型符號被稱為(*3333)。 在考斯特表示法可表示為[6,4*], 從三個鏡射線當中移除兩條穿過正方形中心的鏡射線。 *3333對稱性可透過加入平分基本域的鏡射線增倍成663對稱性。
這個交錯塗色的正方形鑲嵌顯示了奇數/偶數的反射對稱群。 這個雙色鑲嵌的wythoff構建為t1{(4,4,3)}。而六色鑲嵌對稱群可由六邊形對稱群構造出來。
|                                           |                               |
| [4,6,1+] = [(4,4,3)] 或 (*443) 對稱性 · = | [4,6*] = (*222222) 對稱性 · = |

## 相關的多面體與鑲嵌
| 多面体    | 多面体    | 欧式镶嵌  | 双曲镶嵌  | 双曲镶嵌  | 双曲镶嵌  | 双曲镶嵌  | 双曲镶嵌 | 双曲镶嵌  |
| --------- | --------- | --------- | --------- | --------- | --------- | --------- | -------- | --------- |
| · {4,2} · | · {4,3} · | · {4,4} · | · {4,5} · | · {4,6} · | · {4,7} · | · {4,8} · | ...      | · {4,∞} · |

## 外部連結
- 埃里克·韦斯坦因. . MathWorld.
- 埃里克·韦斯坦因. . MathWorld.
- Hyperbolic and Spherical Tiling Gallery（页面存档备份，存于）
- KaleidoTile 3: Educational software to create spherical, planar and hyperbolic tilings （页面存档备份，存于）
- Hyperbolic Planar Tessellations, Don Hatch（页面存档备份，存于）